# Nigel Hitchin

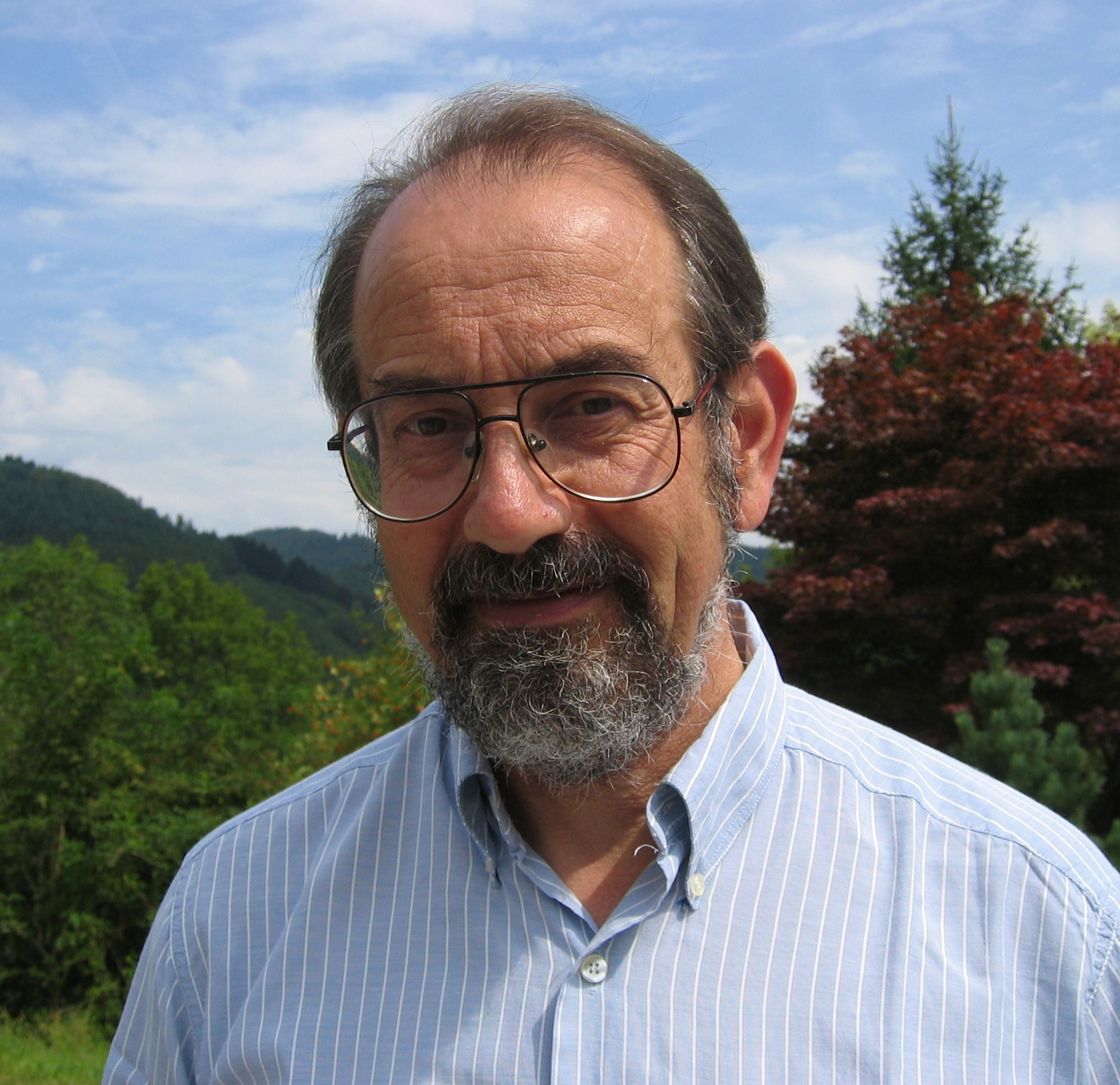
Nigel James Hitchin

Nigel James Hitchin (ur. 2 sierpnia 1946 w Holbrook w Derbyshire) – brytyjski matematyk. W pracy naukowej zajmuje się głównie geometrią różniczkową, geometrią algebraiczną, układami całkowalnymi oraz matematyką fizyczną.

## Życiorys
Stopień doktora matematyki zdobył w roku 1972 na Uniwersytecie Oksfordzkim. Od roku 1997 pracuje na stanowisku profesora geometrii (Savilian Chair of Geometry) na tej uczelni.

## Zaszczyty
Członek Royal Society od roku 1991, w 2000 nagrodzony medalem Sylvestera.